# Exabit
Un exabit es una unidad de información de almacenamiento en la computadora, normalmente abreviado como Ebit o a veces Eb.
1 exabit = 1018 bits = 1,000,000,000,000,000,000 bits (un quintillion, escala amplia: un trillón)
El exabit está estrechamente relacionado al exbibit, el cual es equivalente 260 bits.